# Symphyosirinia heraclei
Symphyosirinia heraclei är en svampart som beskrevs av E.A. Ellis 1980. Symphyosirinia heraclei ingår i släktet Symphyosirinia och familjen Helotiaceae.   Inga underarter finns listade i Catalogue of Life.